# Foiano della Chiana
Foiano della Chiana – miejscowość i gmina we Włoszech, w regionie Toskania, w prowincji Arezzo.
Według danych na styczeń 2009 gminę zamieszkiwało 9417 osób przy gęstości zaludnienia 230,7 os./1 km².